# Grand Prix Cerami
Grand Prix Cerami, do 2013 Grand Prix Pino Cerami – kolarski wyścig jednodniowy, rozgrywany w Belgii w prowincji Hainaut od 1964. Należy do cyklu UCI Europe Tour, w którym posiada kategorię 1.1. Organizowany jest ku pamięci Giuseppe "Pino" Ceramiego.

## Zwycięzcy

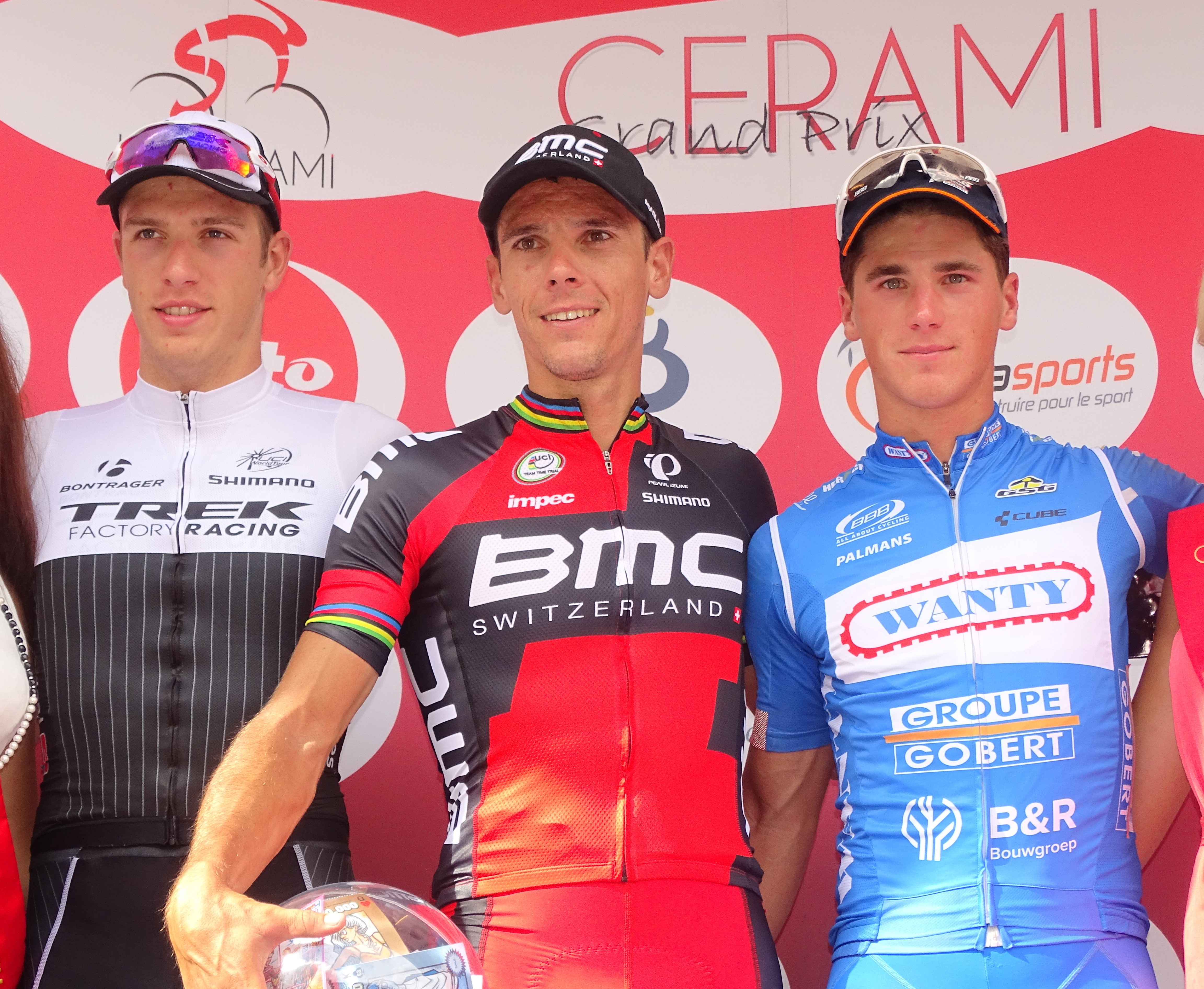
Podium wyścigu w 2015: Danny van Poppel (2), Philippe Gilbert (1) i Tom Devriendt (3)

| Rok  | Pierwsze               | Drugie               | Trzecie                 |          |
| ---- | ---------------------- | -------------------- | ----------------------- | -------- |
| 1964 | André Noyelle          | Jozef Schils         | Willy Bocklant          |          |
| 1965 | Jan Boonen             | Jan Nolmans          | Willy Van Den Eynde     |          |
| 1966 | Eddy Merckx            | Robert Lelangue      | Frans Brands            |          |
| 1967 | Willy Planckaert       | Carmine Preziosi     | Willy Monty             |          |
| 1968 | Julien Stevens         | Willy Planckaert     | Jan Harings             |          |
| 1969 | Frans Mintjens         | Herman Van Springel  | Harry Steevens          |          |
| 1970 | André Dierickx         | Pol Mahieu           | Willy Monty             |          |
| 1971 | Georges Van Coningsloo | Antoon Houbrechts    | Marian Polansky         |          |
| 1972 | Christian Callens      | Ludo Van Staeyen     | Roger De Vlaeminck      |          |
| 1973 | Ferdinand Bracke       | Rik Van Linden       | Herman Vrijders         |          |
| 1974 | Marc Demeyer           | Dirk Baert           | Rik Van Linden          |          |
| 1975 | Eddy Verstraeten       | Rik Van Linden       | Frans Verbeeck          |          |
| 1976 | Willy Teirlinck        | Frans Verbeeck       | Guido Van Sweevelt      |          |
| 1977 | Jos Jacobs             | Bert Pronk           | Jos Schipper            |          |
| 1978 | Gerrie Knetemann       | Barry Hoban          | Wilfried Wesemael       |          |
| 1979 | Daniel Verplancke      | Mario Mariotti       | Rik Van Linden          |          |
| 1980 | Joop Zoetemelk         | Paul Wellens         | Willy Maessen           |          |
| 1981 | Joop Zoetemelk         | Ad Wijnands          | Ronny Claes             |          |
| 1982 | Ronny Van Holen        | John Herety          | Benjamin Vermeulen      |          |
| 1983 | Bernard Hinault        | Jostein Wilmann      | Guido Van Calster       |          |
| 1984 | Gerrie Knetemann       | Bert Van Ende        | William Tackaert        |          |
| 1985 | Paul Haghedooren       | Marc Madiot          | Ronny Van Holen         |          |
| 1986 | Urs Freuler            | Heinz Imboden        | Federico Ghiotto        |          |
| 1987 | Rolf Sørensen          | Luciano Boffo        | Alfred Achermann        |          |
| 1988 | John Talen             | Stephan Joho         | Rolf Sørensen           |          |
| 1989 | Stephan Joho           | Teun van Vliet       | Benjamin Van Itterbeeck |          |
| 1990 | Maximilian Sciandri    | Andrei Tchmil        | Søren Lilholt           |          |
| 1991 | Andrei Tchmil          | Maurizio Fondriest   | Frans Maassen           |          |
| 1992 | Laurent Dufaux         | Frans Maassen        | Maurizio Fondriest      |          |
| 1994 | Michele Bartoli        | Luca Scinto          | Silvio Martinello       |          |
| 1995 | Fabiano Fontanelli     | Francesco Casagrande | Felice Puttini          |          |
| 1996 | Marco Serpellini       | Beat Zberg           | Felice Puttini          |          |
| 1998 | Marco Serpellini       | Biagio Conte         | Scott Sunderland        |          |
| 1999 | Fabrizio Guidi         | Biagio Conte         | Miguel Van Kessel       |          |
| 2000 | Jan Bratkowski         | Michel Vanhaecke     | Miguel Van Kessel       |          |
| 2001 | Scott Sunderland       | Roger Hammond        | Fred Rodriguez          |          |
| 2002 | Kirk O’Bee             | Dave Bruylandts      | Serge Baguet            |          |
| 2003 | Bart Voskamp           | Stefano Casagranda   | Gabriele Balducci       |          |
| 2004 | Nico Sijmens           | Martin Elmiger       | Thomas Dekker           |          |
| 2005 | Kai Reus               | Bert De Waele        | Carlos Barredo          |          |
| 2006 | Sebastian Langeveld    | Johan Coenen         | Bart Dockx              |          |
| 2007 | Luca Solari            | Marco Marcato        | Bert De Waele           |          |
| 2008 | Patrick Calcagni       | Giovanni Visconti    | James Vanlandschoot     |          |
| 2010 | Jure Kocjan            | Stefan van Dijk      | Marco Marcato           |          |
| 2011 | Bert Scheirlinckx      | Marco Marcato        | Ben Hermans             |          |
| 2012 | Gaëtan Bille           | Romain Feillu        | Jonas Van Genechten     |          |
| 2013 | Jonas Van Genechten    | Romain Feillu        | Andris Smirnovs         |          |
| 2014 | Alessandro Petacchi    | Jonas Van Genechten  | Daniele Colli           |          |
| 2015 | Philippe Gilbert       | Danny van Poppel     | Tom Devriendt           |          |
| 2016 | Jelle Wallays          | Jérôme Baugnies      | Christopher Latham      |          |
| 2017 | Wout van Aert          | Jean-Pierre Drucker  | Dries Devenyns          |          |
| 2018 | Peter Kennaugh         | Jérôme Baugnies      | Benjamin Declercq       |          |
| 2019 | Bryan Coquard          | Benjamin Declercq    | Jakub Mareczko          |          |
| 2020 | odwołany               | odwołany             | odwołany                | odwołany |
| 2021 | odwołany               | odwołany             | odwołany                | odwołany |
| 2023 | James Fouché           | Lars Boven           | Marius Macé             |          |
| 2024 | Sente Sentjens         | Tom Van Asbroeck     | Andreas Stokbro         |          |